# MaXXXine
MaXXXine ist ein US-amerikanischer Spielfilm von Ti West aus dem Jahr 2024. Es handelt sich um den dritten Teil einer Horrorfilmserie des Regisseurs nach X und Pearl (beide 2022). Auch in dieser Produktion, deren Geschichte in den 1980er-Jahren angesiedelt ist, übernahm Mia Goth die Hauptrolle. Als Maxine versucht sie sechs Jahre nach dem im ersten Teil überlebten „Texas Pornhouse Massacre“ eine erfolgreiche Schauspielkarriere in Hollywood zu starten. Gleichzeitig wird Los Angeles von einer schrecklichen Mordserie an jungen Frauen heimgesucht.
Der Film wurde Anfang Juli 2024 regulär in den Kinos veröffentlicht.

## Handlung
Los Angeles im Jahr 1985: Maxine Minx hat noch immer nicht den Traum aufgegeben, ein berühmter Filmstar zu werden. Dafür ist die frühere Pornodarstellerin sechs Jahre nach dem überlebten „Texas Pornhouse Massacre“ nach Kalifornien gezogen und nimmt in Hollywood an Castings teil. Als sie für den Horrorfilm The Puritan II vorspricht, beeindruckt Maxine die Regisseurin Elizabeth Bender und erhält die Hauptrolle.
Gleichzeitig wird Maxine von einem Privatdetektiv verfolgt, der von einem mysteriösen Auftraggeber engagiert wurde. Der Detektiv gibt ihr zu verstehen, dass sie nicht vor ihrer Vergangenheit davonlaufen könne. Sie erhält eine VHS, die auf die polizeilichen Ermittlungen des Pornhouse-Verbrechens aus dem Jahr 1979 hinweisen.
Gleichzeitig sorgt ein Serienkiller in der Stadt für Angst und Schrecken. Der von den Medien auf den Spitznamen „Night Stalker“ getaufte Mörder tötet junge Starlets brutal und verstümmelt sie.
Nachdem mehrere Morde in Maxines unmittelbarem Umfeld geschehen, gerät sie in den Fokus der ermittelnden Mordkommission.
Am Ende einer rasanten und wendungsreichen Handlung kommt es zum Finale in einer mondänen Villa in den Hollywood Hills, bei dem Maxine von dem Serienkiller – der sich als ihr eigener Vater entpuppt – in einem bizarren Exorzismus-Ritual getötet werden soll, um ihre vom Leben in der Filmindustrie verdorbene Seele reinzuwaschen. Der Showdown findet unter dem legendären HOLLYWOOD-Schriftzug statt.
Der Film ist gespickt mit Zitaten und Referenzen auf das US-amerikanische Filmgeschäft der 1970er und 1980er Jahre.

## Hintergrund
Das Werk ist der dritte Teil der Horrorfilm-Reihe X nach dem namensgebenden ersten Teil X sowie Pearl, die beide im Jahr 2022 wenige Monate hintereinander veröffentlicht wurden. Diese Produktionen etablierten West erneut als angesagten Filmemacher unter Liebhabern des Horror-Genres und spielten zusammengerechnet fast 25 Millionen US-Dollar weltweit ein.

## Synchronisation
Die deutschsprachige Synchronisation entstand nach einem Dialogbuch und unter der Dialogregie von Sven Hasper im Auftrag der Interopa Film, Berlin.
| Rolle                  | Darsteller         | Synchronsprecher    |
| ---------------------- | ------------------ | ------------------- |
| Maxine Minx            | Mia Goth           | Friedel Morgenstern |
| Elizabeth Bender       | Elizabeth Debicki  | Luise Helm          |
| Leon Green             | Moses Sumney       | Amadeus Strobl      |
| Det. Marianne Williams | Michelle Monaghan  | Gundi Eberhard      |
| Det. Ben Torres        | Bobby Cannavale    | Charles Rettinghaus |
| Tabby Martin           | Halsey             | Amelie Plaas-Link   |
| Teddy Night            | Giancarlo Esposito | Oliver Siebeck      |
| John Labat             | Kevin Bacon        | Udo Schenk          |
| Rev. Ernest Miller     | Simon Prast        | Frank Röth          |
| Molly Bennett          | Lily Collins       | Betty Förster       |
| Amber                  | Chloe Farnworth    | Alice Bauer         |

## Veröffentlichung
MaXXXine wurde am 5. Juli 2024 in den nordamerikanischen Kinos veröffentlicht. In Deutschland startete das 103-minütige Werk einen Tag früher in den Kinos.
Wie die bereits vorangegangenen Teile X und Pearl erhielt MaXXXine in den USA von der MPAA ebenfalls ein R-Rating, was einer Freigabe ab 17 Jahren entspricht.

## Auszeichnungen
Das Locationscout-Team des Films erhielt im Jahr 2023 zwei Nominierungen bei den California on Location Awards.